# Leverworst

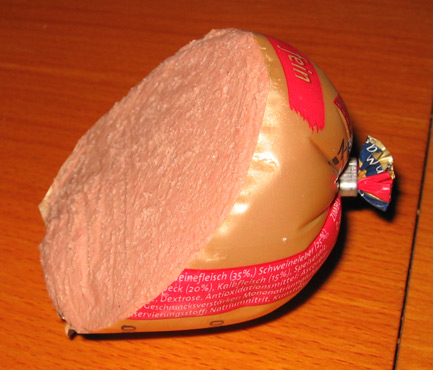
Smeerleverworst voor op brood

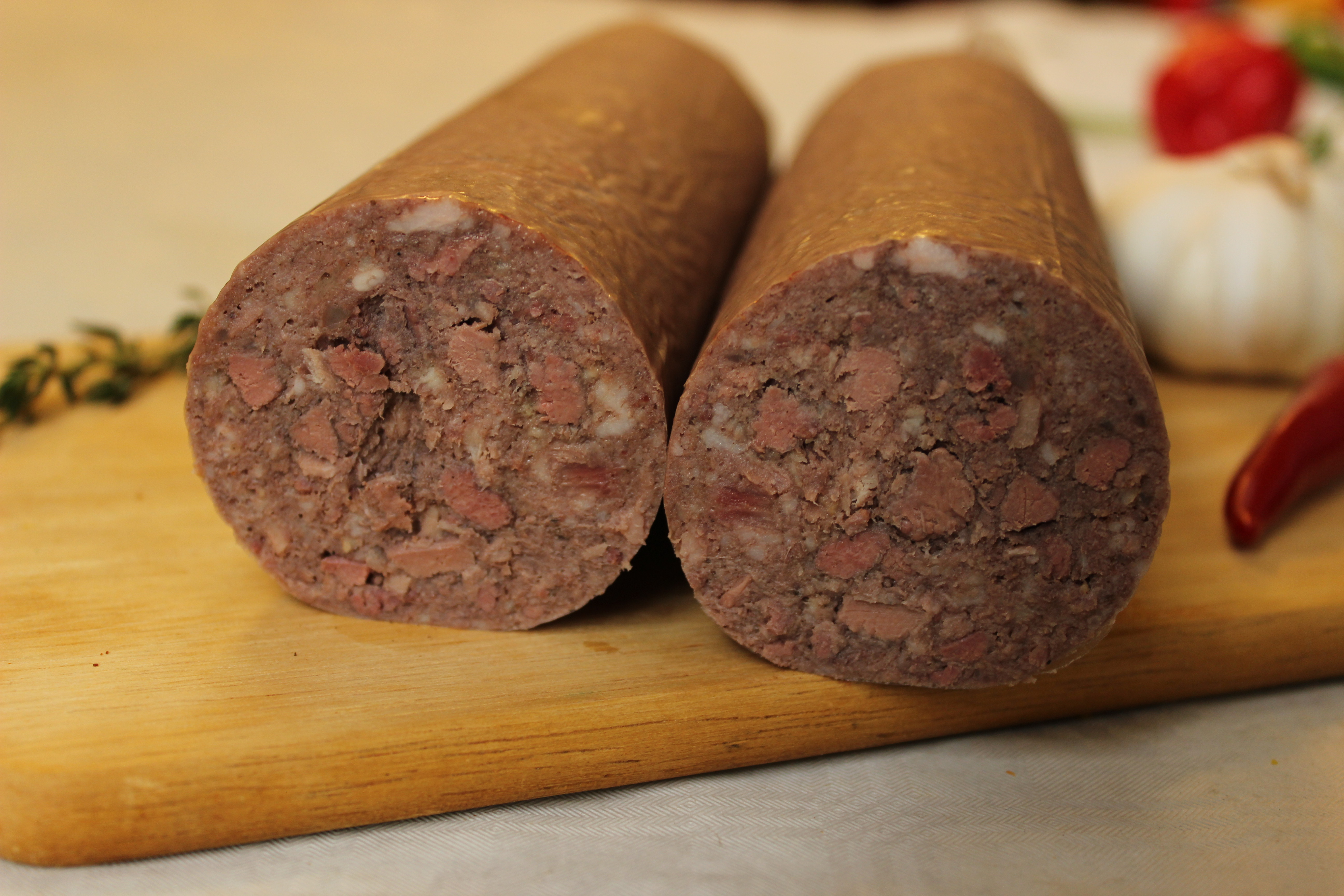
Grove Groningse leverworst in plastic darm

Leverworst is een bewerkt vleesproduct dat bestaat uit gemalen lever en restvlees afkomstig van het varken, soms vermengd met andere dierlijke eiwitbronnen.
Hoewel er een richtlijn bestaat dat de worst ten minste 30% varkenslever hoort te bevatten, verschilt dat percentage van land tot land. Leverworst wordt in diverse Europese landen onder deze naam verkocht.
Het overgrote deel van de leverworst wordt in een vleesfabriek vervaardigd hoewel er nog steeds ambachtelijke slagers zijn die hun eigen worst maken. De fabrieksworst heeft meestal een vel van plastic of kunststof en soms van natuurdarm. De ambachtelijke slagersleverworst wordt meestal in natuurdarm gehuld.
Gemalen en gekookte varkenslever wordt vermengd met gemalen varkensvlees en soms ook gevogeltevlees en op smaak gebracht met een kruidenmelange. Er zijn vele variëteiten zowel qua smaak als qua structuur. De structuur kan stevig en compact zijn zodat de worst met een mes aan plakken gesneden moet worden of zeer zacht en smeuïg zodat hij los op brood kan worden gesmeerd. Behalve als broodbeleg worden vooral de stevigere soorten ook gebruikt als snack en borrelhapje.
Groningen en Den Haag hebben beide hun lokale soort leverworst: Groninger leverworst en Haagse leverworst.
Groninger leverworst is een grove leverworst met stukjes lever, en bevat circa 46% varkenslever, en bevat een flinke hoeveelheid kruidnagel. De meeste slagers in de stad Groningen verkopen deze variant in een natuurdarm. Groninger leverworst uit de fabriek zit meestal in een plastic darm.
De Haagse leverworst bevat spekblokjes. Het gehalte lever is 30%.